# Homostinea curviliniella
Homostinea curviliniella är en fjärilsart som beskrevs av William George Dietz 1905. Homostinea curviliniella ingår i släktet Homostinea och familjen äkta malar. Inga underarter finns listade i Catalogue of Life.